# مایکل نیوتن
مایکل نیوتن (به انگلیسی Michael Newton) روانشناس و محقق آمریکایی است. او در رشته‌های بهداشت فکر و روان در موسسه‌های آموزش عالی آمریکا تدریس کرده‌است. مایکل نیوتن معالجه از طریق خواب درمانی (هیپنوتراپی) را نیز دنبال می‌نماید. وی گفتار افرادی را که به خواب مصنوعی (هیپنوز) فرورفته‌اند را ثبت نموده و از طریق بررسی مطالب آنها به اطلاعاتی مربوط به کمال روحی انسان و جایگاهی که روح در فاصله بین زندگی‌های متوالی خود در آنجا توقف می‌نماید، بدست آورده‌است.
مایکل نیوتن با بیشتر از سی سال تجربه در تحقیقات روانشناسی (بالینی) و عمل در این زمینه از جمله معدود محققانی است که از طریق علمی توانسته‌است به بررسی تجربیات روح نایل شود. 
مایکل نیوتن حاصل پژوهش‌های خود در طول سی سال درمان و بررسی موارد خاص(case study) را با شرکت در سمینارها، کنفرانس‌ها و تدریس در دانشگاه‌های آمریکا، در اختیار سایرین قرار داده‌است.
او در بسیاری از میزگردها و بحث‌های تلویزیونی و رادیویی شرکت نموده‌است.

## آثار
- سفر روح (Journey of Souls) تاریخ انتشار ۱۹۹۴ میلادی. در سال ۱۳۸۱ توسط محمود دانایی به فارسی ترجمه شده‌است.
- سرنوشت روح (Destiny of Souls)تاریخ انتشار ۲۰۰۰ میلادی. در سال ۱۳۸۵ توسط محمود دانایی به فارسی ترجمه شده‌است.
- زندگی میان زندگی‌ها (Life Between Lives) تاریخ انتشار ۲۰۰۴ میلادی
- Memories of the Afterlife: Life Between Lives Stories of Personal Transformation تاریخ انتشار ۲۰۰۹ میلادی

## جوایز
- در سال ۱۹۹۸ از طرف مؤسسه ملی ترانسپرسنال هیپنوتراپیست (NATH) به در یافت جایزه بی نظیرترین همکاری و کمک (Most Unique Contributions) نایل شد.
- در سال ۲۰۰۱ جایزه سالانه «ناشران مستقل کتاب» برای کتابش سرنوشت روح را دریافت نمود.